# Nanh chuột
Nanh chuột hay còn gọi cà đuối khéo, mò lá nhỏ (danh pháp khoa học: Cryptocarya concinna) là loài thực vật có hoa trong họ Nguyệt quế. Loài này được Hance miêu tả khoa học đầu tiên năm 1882.